# Шереметевский, Леонид Алексеевич

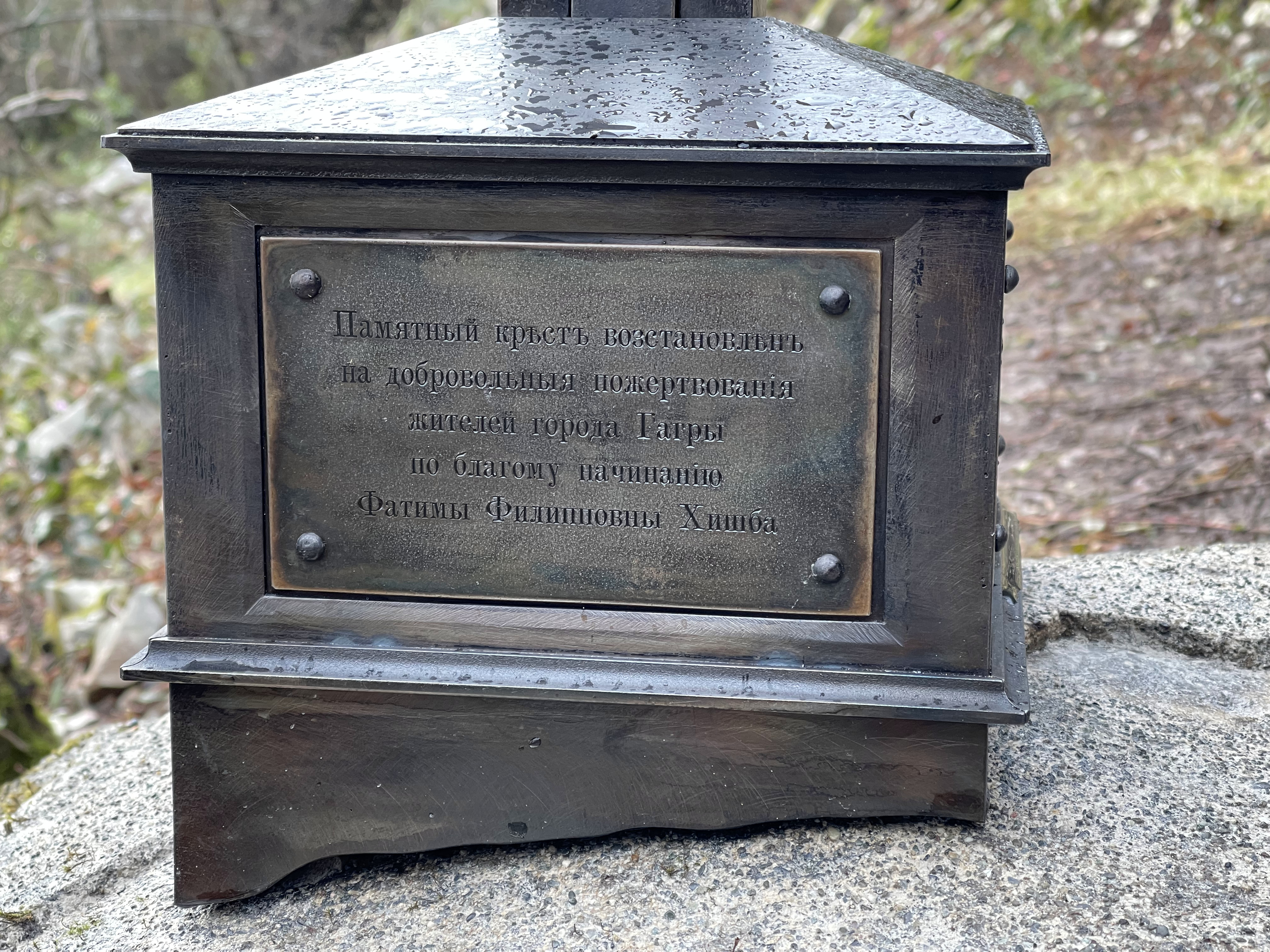
Кенотаф на месте гибели Л.А. Шереметевского

Шереметевский Леонид Алексеевич (05 (17) июня 1849—28 сентября (11 октября) 1905) — деятель правоохранительных органов Российской империи, в 1896—1899 годах — начальник Петербургской сыскной полиции, коллежский советник (1896)

## Биография
Леонид Шереметевский (в официальных документах и литературе встречается и другое написание его фамилии — Шереметьевский) родился 05 (17) 06.1849 г.. После окончания полного курса наук в 1-м уездном Московском училище в 1868 году поступил канцелярским служащим в Московскую Ссудную кассу.
С 1874 года служил в Петербургской городской полиции — сперва городовым, затем околоточным надзирателем, потом надзирателем сыскной полиции.
В 1877 −1879 годах служил приставом в городском полицейском управлении Тамбова. В сентябре 1879 года вернулся в петербургскую сыскную полицию полицейским надзирателем, а в 1884 году был назначен чиновником для поручений.
Вот как отзывался о его профессиональной деятельности начальник сыскной полиции Иван Дмитриевич Путилин:
«Шереметьевский — один из наиболее ловких и даровитых чиновников сыскной полиции. В тех случаях, когда необходимы были „трансформации“, он был положительно незаменим. С ловкостью и талантом заправского актера он мог играть какую угодно роль. Я помню даже такой эпизод, когда он с неподражаемым мастерством превратился в гулящую пьяную бабенку».
В 1890—1896 годах служил помощником (заместителем) начальника, а с 15 (27).07. 1896 по 5(17).03.1899 — начальником Санкт-Петербургской сыскной полиции. Вышел в отставку по прошению по состоянию здоровья.
29.06.(12.07.) 1904 года Леонид Шереметевский стал начальником Гагринской климатической станции — фешенебельного курорта на Черноморском берегу Кавказа, который строился по инициативе принца А. П. Ольденбургского. Так как при предыдущем начальнике выделяемые деньги расходовались нерационально, Шереметевскому пришлось снизить расценки подрядчикам и уменьшить жалованье рабочим и служащим. Также он стал бороться с недобросовестными лавочниками, незаконно торговавших на станции водкой. У части местного населения эти действия вызвали резкое недовольство, которое переросло в открытый конфликт после начала Первой русской революции. С мая 1905 года в Гаграх под предводительством большевиков проводились сходки и митинги с требованиями свергнуть самодержавие, раздавалось оружие, собирались деньги на революцию. В начале сентября властям удалось задержать и выслать из Гагр двух главных зачинщиков беспорядков. В ответ их сторонники 28.09.(11.10.) 1905 года убили на одной из горных троп Леонида Алексеевича Шереметевского.

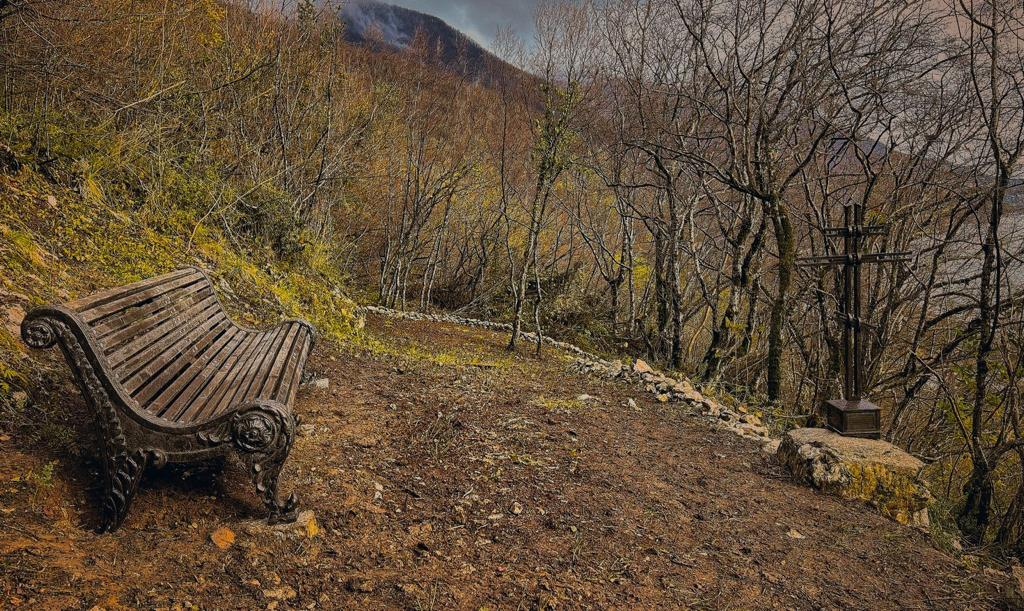
Координаты места гибели: 43.326389, 40.231389 ; 43°19'35.0"N 40°13'53.0"E

Убийц в 1912 году приговорили к каторжным работам. С учётом личности Шереметевского дело о трагическом инциденте и пенсии семье погибшего было заслушано на заседании Совета министров 27 сентября 1913 года, докладчиком выступил лично Министр внутренних дел. Было решено платить вдове Эмилии Александровне повышенную пенсию (законом от 18 марта 1909 года она полагалась семьям жертв революционеров). 30 ноября Император Всероссийский Николай II утвердил это решение.
Леонид Алексеевич был похоронен в окрестностях Петербурга на Новом Лахтинском кладбище.

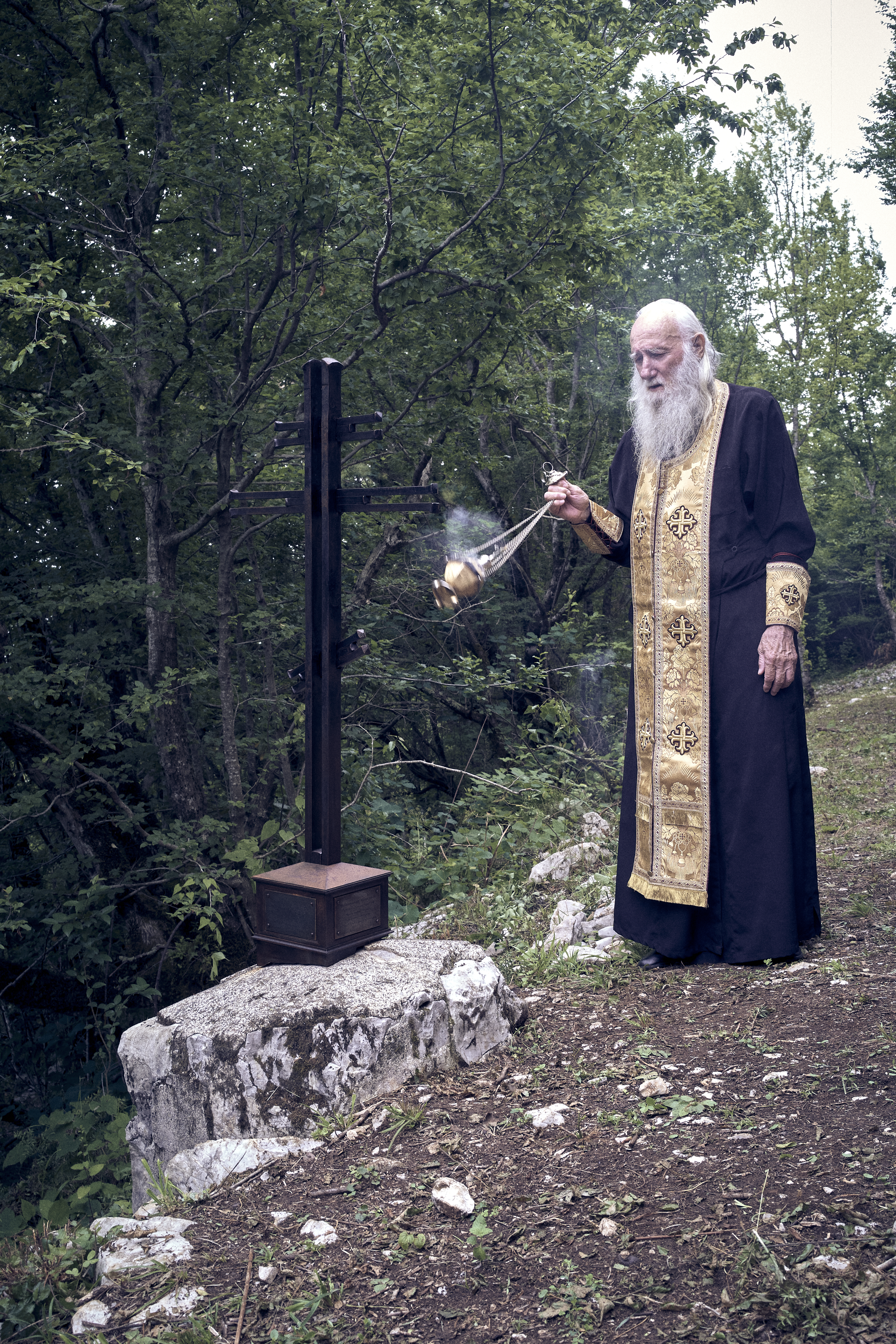
Освящение креста и кенотафа председателем церковного совета Абхазской православной церкви иереем отцом Виссарионом 30 июня 2022 года

На месте гибели Шереметевского на средства принца А. П. Ольденбургского был установлен памятный крест, который был сброшен с бетонного постамента в годы Советской власти. 25 декабря 2021 года инициативная группа местных жителей разыскала в лесу заросший мхом доломитовый постамент. Он находится в точке со следующими координатами:  43° 19’ 35’’ N  40° 13’ 53’’ E (43.326389, 40.231389), около 900 метров от дворца Принца Александра Петровича Ольденбургского. 30 июня 2022 года крест и кенотаф были освящены. Решением министерства культуры и охраны историко-культурного наследия республики Абхазия кенотаф на месте гибели Л.А.Шереметевского внесен в список объектов историко-культурного наследия как памятник мемориального значения и достопримечательное место. 
Леонид Алексеевич Шереметевский был женат на жительнице Визенберга Эмилии Александровне Зибер, имел шестерых детей: Георгия (27.03. (15.04) 1888 — 18.06.1969), Александра (1890 года рождения), Павла (1893 года рождения), Леонида (1896 года рождения), Ольгу (1898 года рождения) и Наталью (1905 года рождения).

Леонид Алексеевич Шереметевский стал главным героем романов "Злодеяние и возмездие" (2022), "Зеркала и отражения"(2022), повести "Звери и люди" (2024) петербургского писателя Игоря Москвина.